# Hala Sportowo-Widowiskowa Globus imienia Tomasza Wójtowicza Lublin
|  |

Sala Sporturilor și Spectacolelor Globus „Tomasz Wójtowicz” (în poloneză Hala Sportowo-Widowiskowa Globus im. Tomasza Wójtowicza / Hala Sportowo-Widowiskowa Globus imienia Tomasza Wójtowicza), situată în Kazimierza Wielkiego 8, este o sală multifuncțională din Lublin, Polonia. Este folosită ca bază locală pentru echipele masculine și feminine de handbal, volei și baschet din oraș, precum MKS Lublin. Sala este propietatea orașului Lublin și este administrată de Centrul Orășenesc pentru Sport și Recreere „Bystrzyca” (în poloneză Miejski Ośrodek Sportu i Rekreacji „Bystrzyca” / MOSiR „Bystrzyca”).
Sala Sporturilor și Spectacolelor Globus „Tomasz Wójtowicz” a fost construită între 1999-2006 și a fost inaugurată pe 15 octombrie 2006. Denumită inițial Sala Sporturilor și Spectacolelor „Globus” (în poloneză Hala Sportowo-Widowiskowa „Globus”), sala a fost redenumită, pe 21 octombrie 2021, în onoarea lui Tomasz Wójtowicz, fost jucător de volei, campion mondial în 1974 și campion olimpic în 1976. Sala are o suprafață de 1 800 m2, dispune de un teren de joc care măsoară 45 m x 25 m și este folosită pentru handbal, volei, baschet, snooker, meciuri de box și concerte. În funcție de eveniment, sala poate găzdui între 3 909 și 9 804 spectatori la evenimente sportive și între 3 611 și 4 933 spectatori la spectacole. De asemenea, există o sală de conferințe cu spațiu pentru 50 persoane și o parcare cu 220 de locuri pentru autoturisme, 3 locuri pentru persoane cu dizabilități și 5 locuri pentru autocare.